# 록 레코드
록 레코드(영어: Rock Records, 중국어: 滾石唱片, 백화자: Kún-se̍k Chhiùⁿ-phìⁿ)는 대만 타이베이시에 본사를 둔 음반사로, 1986년에 설립되었다.

## 같이 보기
- 대만의 기업 목록